# Прем'єр-міністр Канади

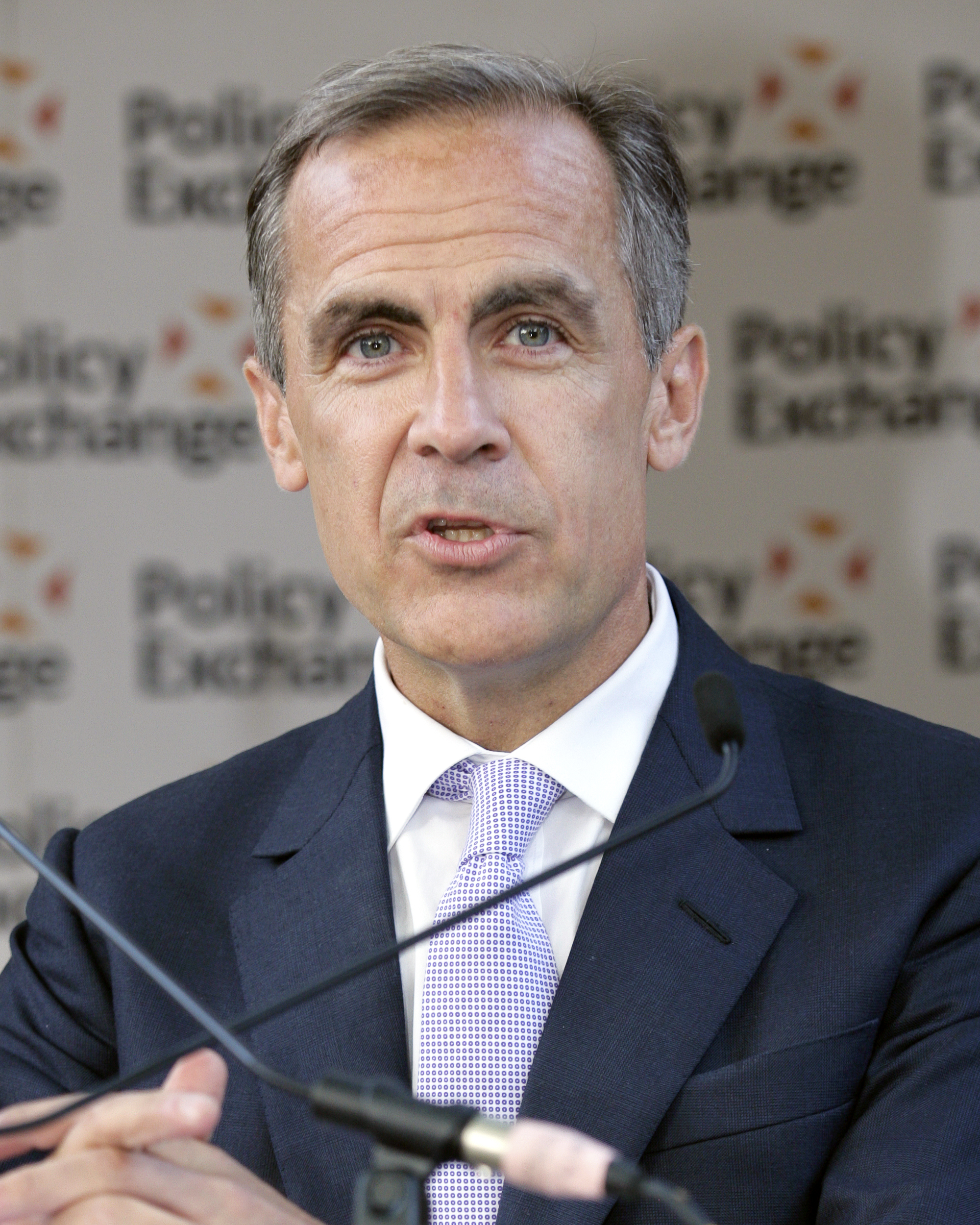
Марк Карні

Прем'єр-міністр Канади (англ. Prime Minister of Canada, фр. Premier ministre du Canada) — глава канадського уряду, за звичаєм є главою політичної партії, що володіє найбільшим числом крісел в Палаті громад Канади. Прем'єр-міністр довічно носить титул Високоповажний.
Чинним прем'єр-міністром є Марк Карні, лідер Ліберальної партії Канади, який 14 березня 2025 року склав присягу й офіційно приступив до виконання обов'язків прем'єр-міністра Канади.